# Doggone Tired
Doggone Tired és un curtmetratge de dibuixos animats, dirigit per Tex Avery i estrenat el juliol de l'any 1949. Tracta sobre un gos que vol dormir la vespra d'una cacera, però un conill li ho impedeix.